# Amsterdam Old Course

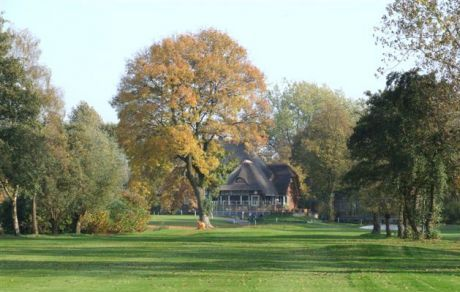

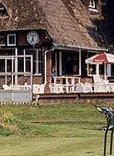
Clubhuis uit 1934

Amsterdam Old Course (AOC) is een golfterrein uit 1934 op de grens van Amsterdam-Zuidoost en Ouder-Amstel. De baan is ontworpen door Harry Colt en was tot 1990 jaar thuisbasis van de Amsterdamse Golf Club (AGC).
De huidige golfclub Amsterdam Old Course (AOC) werd opgericht in 1990. De naam van de club Amsterdam Old Course schept soms verwarring. Het gaat hier namelijk om een relatief jonge club die speelt op een baan die net niet in Amsterdam ligt.
Bijzonderheden van deze baan zijn onder andere:
- het is een van de acht banen in Nederland die door Harry Colt zijn ontworpen;
- het clubhuis met rieten dak uit 1934 is ontworpen door Philip Anne Warners (1888-1952);
- vlak bij de baan ligt de ArenA en over de baan loopt de Utrechtboog;
- de baan ligt op veengrond op 2.40 meter onder NAP.[1]

## Geschiedenis van de golfbaan
De baan werd in 1934 aangelegd op een terrein van 34 ha nabij Duivendrecht, in een lus van het spoor van de huidige Nederlandse Spoorwegen. Het terrein was net groot genoeg voor 18 holes. Op deze baan, naar een ontwerp van het architectenbureau Colt, Alison & Morisson, speelde tot 1990 de Amsterdamse Golf Club (AGC).

### De oorlogsjaren
De Duitse bezetters lieten tegen het einde van de oorlog een tankgracht van 2.800 meter lang, twaalf meter breed en zes meter diep graven, dwars over de baan. Daarnaast veroorzaakte een Engelse bom een grote krater bij de eerste tee. Net als op andere banen werd vrijwel al het hout gekapt. Eind 1946 was de baan weer bespeelbaar, hoewel gebrek aan benzine het maaien nog moeilijk maakte.

### 1979 - Trofeo Italiano
In 1979 vierde de Amsterdamse Golf Club haar 45-jarig jubileum en werd de eerste Trofeo Italiano gespeeld. Dit is een wedstrijd waaraan de clubkampioenen van alle Nederlandse clubs meespelen plus de beste tien 'young' professionals en leden van de AGC. Zoals de naam doet vermoeden zijn de sponsors van deze wedstrijd Italiaanse bedrijven zoals FIAT en Olivetti. Na tien jaar afwezigheid keerde het toernooi in 2008 weer terug, maar verhuisde naar de nieuwe baan van de Amsterdamse Golf Club.

### 1983
Het terrein van de golfbaan is een vogelreservaat. In 1983 werden nestkasten opgehangen. De Amsterdamse Golf Club had sinds 1983 ook een drivingrange. Wim Dorrestein, de nieuwe professional sinds 1980, speelde mee op het KLM Dutch Open. De club had destijds 531 leden.
Regelmatig kwam de NS met plannen om spoortrajecten te veranderen en leek het erop dat de baan moest verdwijnen. Steeds weer vonden de Spoorwegen en de bespelende golfclub een oplossing, waarbij de baan aangepast gehandhaafd kan worden. In het jaar waarin de club een halve eeuw oud was, kwam het bericht dat er een spoortraject (Ringspoorbaan) en een station (Station Duivendrecht) op het terrein van de baan zouden gaan komen. Een aantal holes moest verdwijnen terwijl andere konden blijven.

### 1985
Het NK Jeugd voor jongens en meisjes werd op 'de Amsterdamsche' gespeeld. Stephane Lovey en Barbara van Strien wonnen en werden later professional. De toekomst van de club werd steeds onzekerder en er werd niet meer geïnvesteerd. De Amsterdamse Golf Club besloot een nieuwe locatie voor 18 holes te zoeken. Een aantal van de leden gaat met de AGC mee naar de nieuwe locatie vlak bij Halfweg. Op 21 september 1990 openen zij daar hun nieuwe baan.

### 1990 - Golfclub Amsterdam Old Course

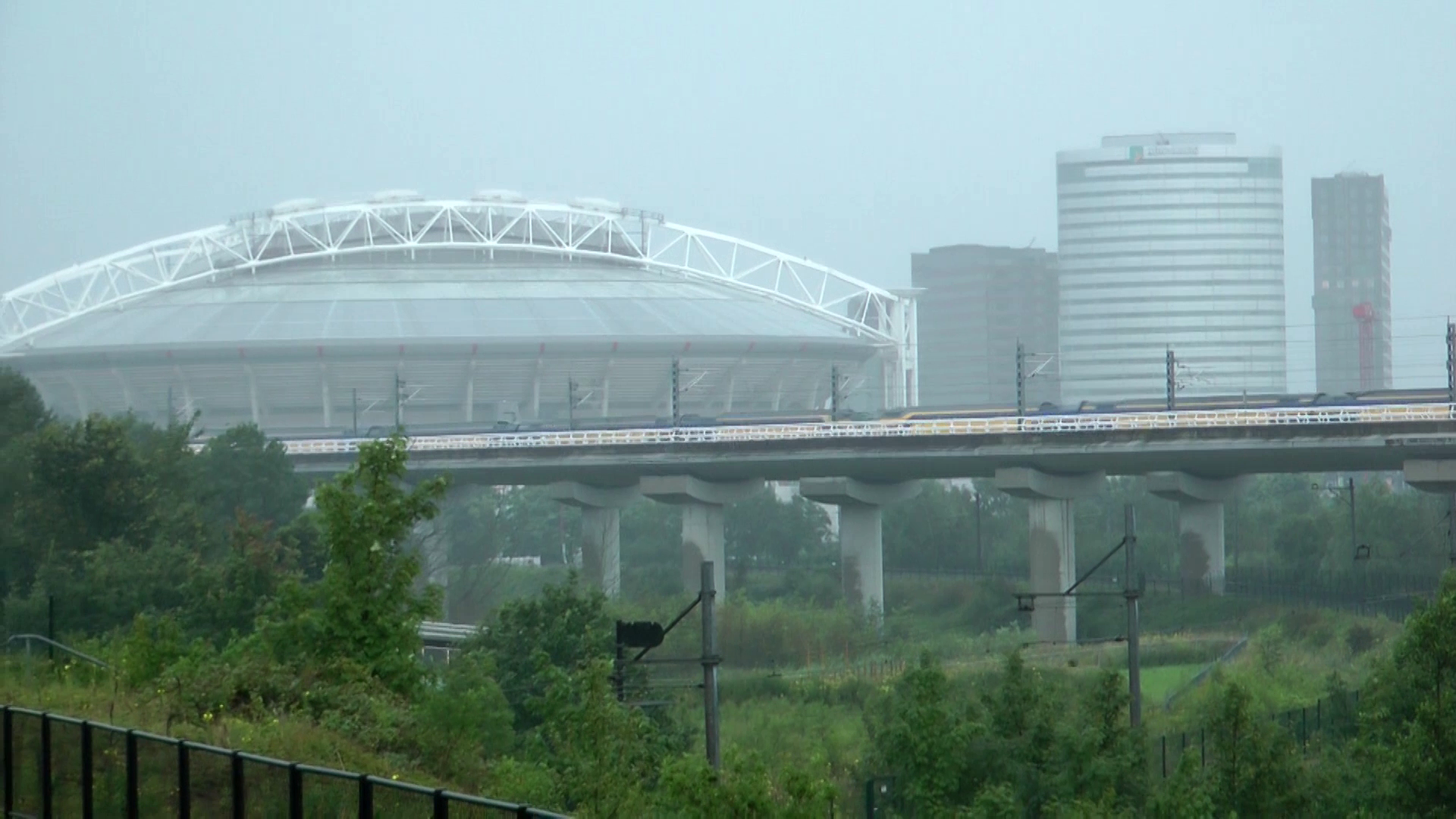
De golfbaan onder de Utrechtboog gezien van station Duivendrecht

Ongeveer 180 leden bleven lid van de oude baan, die 9 holes werd onder de naam Amsterdam Old Course. In 1990 kreeg de AOC 240 nieuwe leden. In 1991 werd een Pro-Am georganiseerd met de pro's van de club, Mike Yarnhold (nu op GC Groenendael) en John Woof (nu op de Haagsche).
Het voortbestaan van de club werd opnieuw onzeker toen de NS besloot tot de bouw van de Utrechtboog. Amsterdam Old Course mocht op de huidige locatie blijven, maar het spoorwegviaduct werd dwars door en over de baan gebouwd. Tijdens de bouw werd de baan ingekort, maar de leden konden doorspelen. Na voltooiing van de Utrechtboog, in 2005, is de baan gerenoveerd en aangepast door de architect Frank Pont. De oprit tot het terrein werd verlegd naar het Zwarte Laantje.

### 2007
Na de renovatie, in 2007, kreeg de club de A-status terug van de Nederlandse Golf Federatie.
In 2012 werden de ambities bijgesteld. De oude veenholes werden door Frank Pont in oude glorie hersteld, de John Woof Golf Academy werd aangetrokken om de lessen te verzorgen en meer aandacht te besteden aan de jeugd.